# Esteve Aumatell
Esteve Aumatell va ser un cantor i instrumentista, que va viure als voltants de 1730, i es va formar amb el mestre Vicenç Alzina a l'escolania de Sant Esteve d'Olot. Cobrava 1 lliura i 10 sous per ajudar a cantar l'Ofici de Pasqua.